# Dufourea xinjiangensis
Dufourea xinjiangensis är en biart som först beskrevs av Wu 1985.  Dufourea xinjiangensis ingår i släktet solbin, och familjen vägbin. Inga underarter finns listade i Catalogue of Life.